# فن الزجاج وانواعه

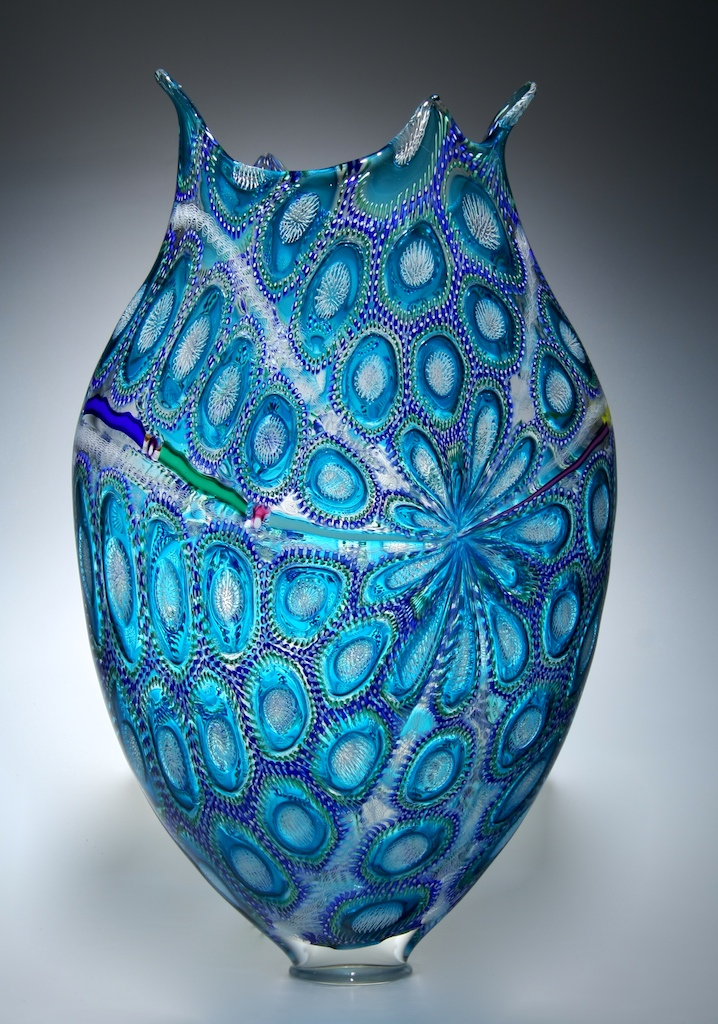

فن الزجاج بشكلٍ عام هو مادة مصنّعة كعمل فني للزينة وغالباً قد تستخدم لفائدةٍ ما. يصنع هذا الفن من الزجاج وفي بعض الأحيان يخلط مع موادٍ أخرى وتشمل تقنيات التصنيع نوافذ الزجاج الملون والأضواء المحتوية على الرصاص (وتسمى أيضاً المصابيح الأمامية) وأيضا الزجاج الدافئ بحيث يتم تشكيله بأشكالٍ عدة، والزجاج المنفوخ والزجاج الرملي والنحاس الزجاجي. بشكل عام يقتصرُ هذا المصطلح على القطع الحديثة نسبياً التي صنعها الناس الذين يرون أنفسهم كفنانين اختاروا العمل في وسط الزجاج والتصميم، ويصنعون القطع الخاصة بهم كفنون راقية بدلاً من الحرفيين التقليديين العاملين في مجال الزجاج الذين ينتجون القطع التي تكون في كثير من الأحيان مصممةً من قبل الآخرين إلا أنها بدون شك قد تشكل جزءًا من الفن.
```
زجاج الاستوديو هو مصطلح آخر يستخدم غالباً للزجاج الحديث المصنوع لأغراض فنية. فقد نما فن الزجاج في شعبية في السنوات الأخيرة مع العديد من الفنانين الذين أصبحوا مشهورين لعملهم. ونتيجة لذلك تُقدم العديد من الكليات دورات في العمل الزجاجي.
```

## الزجاج الملون
الزجاج الملون مثل النوافذ التي نراها في الكنائس والتي تتكون من عناصر ملونة داخلها. حيث يتم تصميم الزجاج بعد أن يقطع لتشكيله. الطلاء يحتوي على بعض من الزجاج الناعم، ولهذا يوضع على النار ليثبت الطلاء على سطح الزجاج. تبعاً لهذه العملية يأتي الجزء الذي يتم فيه وضع قطع الزجاج مع بعضها البعض لتلتصق وتتماسك. ترص قطع الزجاج معا وتوضع في مكانها مع الرصاص وبعدها يتم تلحيم الصدع.
```
ويتم تصنيع الزجاج الأمامي والزجاج الملون بنفس الطريقة لكن الزجاج الامامي لا يحتوي على أي عنصر من الزجاج الذي تم طلاؤه.
```

الزجاج المنفوخ
نفخ الزجاج هو أحد أكثر الأساليب استعمالاً في ابتكار «فن الزجاج» وهو اليوم الأكثر تفضيلاً من قبل فناني استديوهات الزجاج. هذا بسبب أن الفنانين وألفتهم مع المواد والفرص اللامحدودة للإبداع والتباين في كل مرحلة من هذه العملية. نفخ الزجاج يمكن استعماله لإنشاء مجموعة كبيرة من الأشكال والتي تضم ألواناً من خلال مجموعة واسعة من التقنيات. الزجاج الملون يمكن جمعه من بوتقة والزجاج الشفاف يمكن لفّه في الزجاج الملون المجفف لتغطية طبقة الفقاعة الخارجية.
فيمكن لفه في رقائق من الزجاج، يمكن أن تمتد إلى قضبان وتدرج من خلالها حيث يتم دمج لون أو لونين في الزجاجة أو يمكن أن تكون طبقات، مثل قطع تدمج في أنبوب فخاري، وتدرج في فقاعة من الزجاج
```
(الزجاج المنفوخ) يشير فقط إلى العناصر المصنوعة يدويا ويمكن أن تشمل استخدام قوالب للتشكيل والتضليع، بواسط تثبيته لإنتاج فقاعات زخرفية. فالزجاج المنفوخ يجب أن يكون من مواد مصنوعة من الزجاج الملائم أو أن الضغط على القطعة سيؤدي إلى اتلافها.
```

## زجاج الفرن
أو ما يسمى: الزجاج الدافئ.
يشار عادة إلى زجاج الفرن على أنه الزجاج الدافئ، ويمكن أن يتكون من قطعة واحدة من الزجاج التي يتم صهرها فوق قالب أو ألوان مختلفة وألواح زجاجية مدمجة معاً في عملية الزجاج الساخن وهي عملية عالية في أنواع الزجاج ودرجات الحرارة التي يجب أن يطلق عليها بأنها عملية معقدة للغاية للقيام بها بشكل صحيح، فالزجاج الدافئ عادة يأخذ شكل الأطباق، سواءً الألواح أو البلاط. فيجب أن يكون الزجاج الذي يتم تنصيبه في قمينة بنفس كفاءة امتداد الزجاج الذي يستخدم للصهر، فإن اختلاف معدلات الانكماش سيتسبب في كسور دقيقة وبمرور الوقت سوف تتسبب هذه الكسور بالتحطم الكلي للقطع.

## الزجاج البارد
الزجاج البارد يعمل بكل الطرق التي لا يستخدم فيها الحرارة. تشمل بعض العمليات مثل النسف الرملي، القطع، النشر، الإزميل، الترابط واللصق.

## النسف الرملي
```
يمكن تزيين الزجاج من خلال سنفرة سطح القطعة بواسطة إزالة طبقة من الزجاج، مما يجعل التصميم متميز. عادة ما تكون العناصر الرملية ألواح سميكة من الزجاج تم نحت تصميمها بواسطة النسف الرملي ذو الضغط العالي. هذه التقنية توفر تأثيرًا ثلاثي الأبعاد ولكنها غير مناسبة للزجاج الخشن لأن العملية قد تحطمه.
```

## تقنية رقائق النحاس
تستخدم تقنية رقائق النحاس بشكل رئيسي في بناء قطع أصغر مثل مصابيح التيفاني، فقد تم استعمالها كثيراً من قبل لويس كمفورت تيفاني. بحيث تتكون من لف قطع من الزجاج في شريط لاصق ذاتي مصنوع من رقائق نحاسية رقيقة. وتتطلب هذه التقنية قدرا كبيرا من البراعة وتستغرق وقتا طويلا جدا. فبعد إزالة القطع، يتم تلحيمها معاً لتشكيل المادة.

## مصنع فن الزجاج
صُنع معظم الزجاج الفني العتيق في مصانع، وتحديدا في المملكة المتحدة، الولايات المتحدة وبوهيميا، حيث تم تصنيع العناصر وفقا لمعيار أو نمط، وقد يبدو هذا مخالفًا لفكرة أن فن الزجاج مميز ويظهر مهارة فردية. مع ذلك، فإن أهمية الديكور - في العصر الفيكتوري على وجه الخصوص- يعني أن الكثير من الفن يكمن في الديكور. البعض يعتقد اليوم أن المنتجات المصنوعة في المصنع كانت يجب ان تكون مصنوعة بواسطة الماكينة فهذا غير صحيح. حتى عام 1940 تقريبًا تم تنفيذ معظم العمليات التي ينطوي عليها صنع فن الزجاج المزخرف يدوياً.

## تمايز المصنع والتميز
واجهت الشركات المصنعة مشكلة التشابه المتأصل في منتجاتها بطرق مختلفة. أولاً كانوا يغيرون التصاميم بشكل متكرر حسب الطلب وقد كان هذا هو الحال بشكل خاص في مصانع بوهيميا التي تعتمد على التصدير حيث يقوم الباعة بإبلاغ جهة المبيعات إلى المصنع أثناء كل رحلة. ثانيًا، الزخرفة لأصناف السوق المتوسطة والمنخفضة، التي قام بها عمال «قطعة» متعاقدون كان بحسب اختلاف الموضوع، وهذه هي مهارة هؤلاء المتعاقدين التي تم الاحتفاظ بها بشكل عام على مستوى معقول من الجودة ومعدل إنتاج مرتفع. وأخيرا، يمكن الحصول على درجة عالية من التمايز من تكاثر الأشكال والألوان والتصاميم الزخرفية مما أسفر عن العديد من المجموعات المختلفة. في نفس الوقت، من المصنع نفسه جاءت عناصر فنية مميزة أنتجت بكميات محدودة بشكل أكثر للمستهلك في السوق العليا ويتم تزيينها في المنزل حيث يمكن أن يعمل المصممون بشكل وثيق مع المصممين والإدارة من أجل إنتاج قطعة مربحة.

## فن الزجاج القابل للاستخدام
العديد من المواد التي تعتبر الآن فن زجاجي كانت مخصصة للاستخدام في الأصل، وغالباً ما يتوقف هذا الاستخدام عن كونه مناسباً، ولكن حتى لو لم يكن الأمر كذلك، ففي العصر الفيكتوري ولعدة عقود، غالبًا ما كانت العناصر المفيدة مزخرفة بدرجة عالية بحيث يمكننا الآن تقديرها لميزاتها الفنية أو التصميمية.
بعض الزجاج الفني يحتفظ بغايته الأصلية لكنه أصبح موضع تقدير لفنه أكثر من استخدامه. هواة جمع زجاجات العطور على سبيل المثال، يميلون إلى عرض عناصرهم فارغة، كعناصر للتغليف فإن هذه الزجاجات كانت تستخدم في الأصل وبالتالي لا تعتبر في العادة من الزجاج الفني ومع ذلك وبسبب اتجاهات الموضة فإن المنتجين كما هو الحال الآن يوفرون السلع في عبوات جميلة.
```
تصاميم لاليك آرت نوفو وتصاميم آرت ديكو وجوزيف هوفمان أصبحت تعتبر من فن الزجاج بسبب تصاميمها الأنيقة والأصلية للغاية.
```

بطريقه مماثله تعتبر بعض العناصر الجديدة التي يمكن استخدامها في صناعة الهدايا، مثل الأثقال المصنوعة التي صنعها الفنان الأسكتلندي بول يوسارت تعتبر اليوم من الأعمال الفنية القيمة من الزجاج بسبب تصاميمها الإبداعية والمعقدة.

## شكل فن الزجاج
حدث تحول كبير في تعريف ما يشكل «فن الزجاج» عندما نشر عام 1977 لكتاب الزجاج - الفن الحديث إلى آرت ديكو من فيكتور أرواس. بعد نشر الكتاب، كان هناك اعترافات متزايدة بأن الزجاج المصبوب، ذو الكتلة الضخمة مع زخرفة قليلة أو بدون زخرفة، لكن ذات الجودة الفنية والتصنيع العاليين مثل تلك التي تنتجها لاليك يجب اعتبارها فنًا.

## تقنيات التزيين
الألوان: ألوان مختلفة مختلطة أو تم دمجها بطريقة أخرى.
الملمس: متجمد، تنعيم، رقاقة الغراء، والطلاء والنسف الرملي.
السطوح: تركيبات، النقش، قص، قص وطباعة.

## الأواني الزجاجية المكررة
الأواني الزجاجية المكررة في السوق، والتي عادة تكون من البلور، هي مزينة للغاية وتحظى بتقدير لجودتها العالية في العمل نقاء المعدن (خليط الزجاج المصهور) والتقنيات الزخرفية المستخدمة في معظم الأحيان للتقطيع والتذهيب. ولا تزال كلتا الطريقتين تستخدمان في زخرفة العديد من القطع المصنوعة من الكريستال الرصاص، وفي الوقت الحاضر ينظر لهذه القطع كزجاج الفن.

## قطع الزجاج
غالباً ما يتم إنتاج الزجاج المقطوع يدوياً ولكن الاتمتة أصبحت الآن أكثر شيوعاً وتظهر بعض التصاميم ذوقًا فنيًا، ولكن معظمها يميل إلى أن يكون عادياً وهندسيًا ومتكررًا. ويمكن اعتبار التصميم «نمطًا» يتم نسخه بشكل دقيق قدر الإمكان والغرض الرئيسي هو إبراز الصفات الانكسارية، أو «التألق»، للبلور وهو بالتأكيد يعتبر جمالياً، ولكن لا يعتبر فنيا بشكل عام.

## فن التقطيع
هذا استثناء واضح يمكن ان يكون تميزاً كبيراً في قطع تصاميم الكريستال والتي تنتج بكميات محدودة من قبل مصممين قلّة. وعل سبيل المثال تصاميم كيث موري لـستيفن وويليام وتلك لـكلاين فراكهورسن وجون والش والش. دخل مصطلح جديد نسبياً لاستخدامه في هذا المجال وهو: (فن التقطيع).

## المعرض
تفاصيل ماكرو من وعاء منفوخ في متحف عالم الزجاج (والذي يتضمن متحف بليكينغتون للزجاج) ساينت هيلينز، الولايات المتحدة.
تفاصيل النحت للفنان ديفيد باتشن.